# Хваловиці (Мазовецьке воєводство)
Хваловиці (пол. Chwałowice) — село в Польщі, у гміні Ілжа Радомського повіту Мазовецького воєводства.
Населення — 536 осіб (2011).
У 1975-1998 роках село належало до Радомського воєводства.

## Демографія
Демографічна структура станом на 31 березня 2011 року:
|          | Загалом | Допрацездатний вік | Працездатний вік | Постпрацездатний вік |
| -------- | ------- | ------------------ | ---------------- | -------------------- |
| Чоловіки | 256     | 47                 | 175              | 34                   |
| Жінки    | 280     | 57                 | 151              | 72                   |
| Разом    | 536     | 104                | 326              | 106                  |